# Banco de Alimentos (Bogotá)
El Banco de Alimentos de Bogotá, oficialmente Fundación Banco Arquidiocesano de Alimentos de Bogotá, gestiona la ayuda a poblaciones en condiciones de vulnerabilidad que sufren de inseguridad alimentaria y desnutrición.  La fundación recibe alimentos y bienes, los clasifican, almacenan y distribuyen. Está gestionada por  la Arquidiócesis de Bogotá como articuladora de la empresa privada, el sector público, la academia y las organizaciones sin ánimo de lucro.

## Orígenes
El Banco de Alimentos de Bogotá fue fundado en 2001 por iniciativa del cardenal Pedro Rubiano Sáenz con el apoyo de los empresarios Arturo Calle y Gonzalo Restrepo, entre otros.  El  padre Daniel Saldarriaga Molina fue el director ejecutivo desde sus inicios y lo lidera desde entonces para que el acceso a los alimentos sea un derecho y no un privilegio.

## Funcionamiento
Entre sus objetivos está el de reunir a la academia, el sector privado y público con organizaciones sin ánimo de lucro que atienden a la población vulnerable. El Banco recolecta, selecciona y distribuye alimentos, bienes y servicios, donados o comprados. Posteriormente estos son entregados con una visión de desarrollo integral para evitar la cultura de mendicidad.
Las acciones que se desarrollan en el Banco de Alimentos están enfocadas a partir de diversos valores cristianos como responsabilidad y caridad para que los productos y servicios los reciban los más necesitados; desarrollo social y sostenible; compromiso social, transparencia, honestidad y eficiencia.

### Programa de Recuperación de Excedentes Agrícolas “PREA”
Mediante este programa se coordinan  esfuerzos con productores y comerciantes para que donen sus excedentes, evitando el desperdicio de alimentos. Los excedentes de papa, litros de  leche  o  kilos  de  productos  cárnicos , son transportados por las carreteras para luego convertirse en el plato de comida de cientos de personas. La logística del Banco de Alimentos permite ir a  diferentes zonas rurales para la recolección de productos en áreas cercanas a Bogotá.

### Centro de Acopio en la Corporación de Abastos de Bogotá S.A. “Corabastos”
Funciona desde el 2016. Proponen acciones para disminuir la contaminación y el desperdicio de alimentos. Diariamente en el Centro de Acopio del Banco de Alimentos de Bogotá, se recuperan cientos de kilos de alimentos que por su tamaño, forma o estado de madurez no logran ser comercializados.